# Knappschaftskrankenhaus Recklinghausen

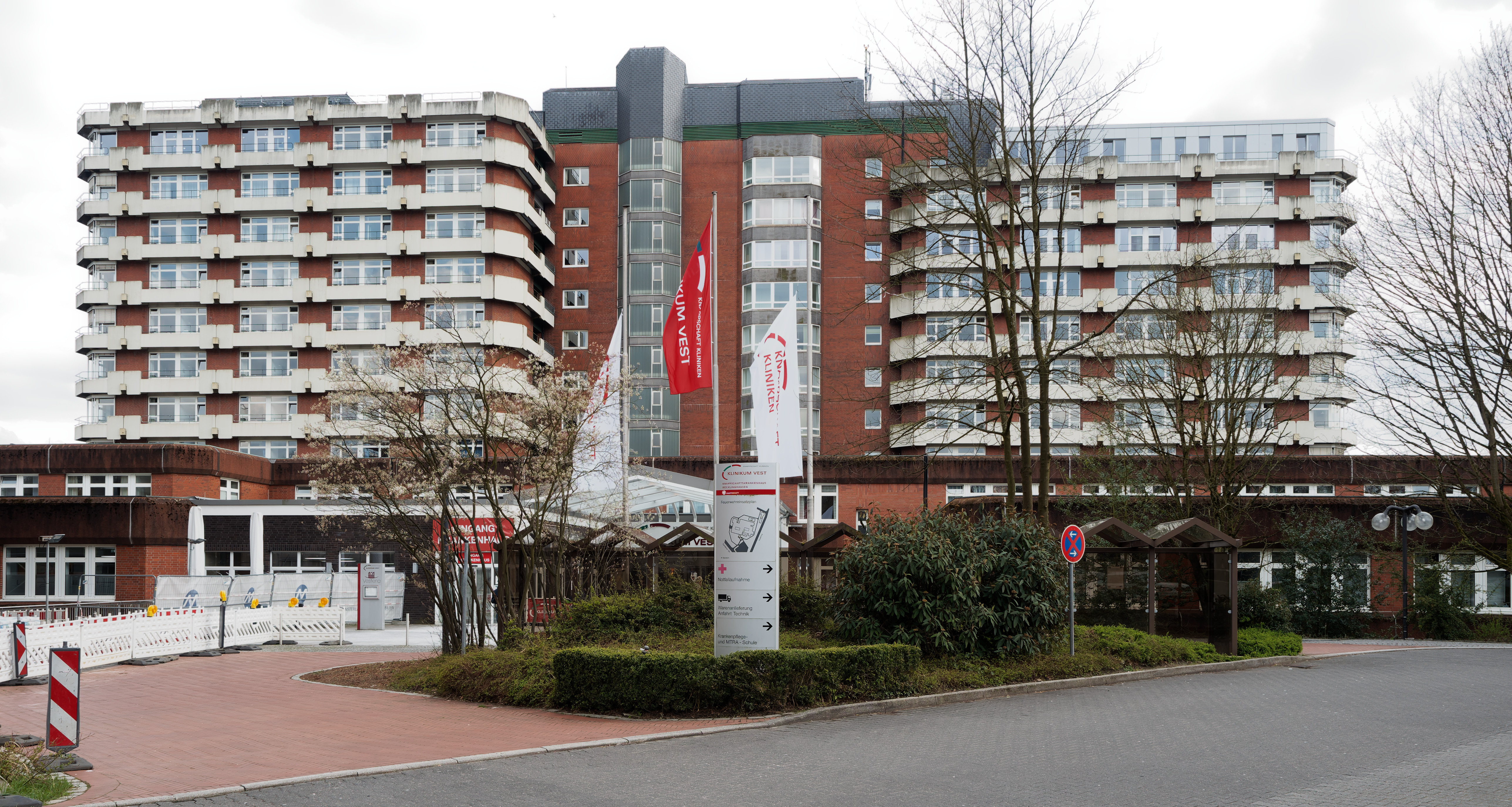
Knappschaftskrankenhaus RE

Das Knappschaftskrankenhaus Recklinghausen ist eine Klinik im Westviertel von Recklinghausen, an der nordwestlichen Siedlungsgrenze. Träger ist die Klinikum Vest GmbH, die auch die Paracelsus-Klinik Marl betreibt. Es ist akademisches Lehrkrankenhaus bzw. Universitätsklinikum der Ruhr-Universität Bochum.

## Geschichte

Das ehemalige Knappschaftskrankenhaus im Westerholter Weg

Das Knappschaftskrankenhaus wurde im Jahr 1906 im Westerholter Weg als zweites Krankenhaus in Recklinghausen errichtet. Es ist somit das zweitälteste Krankenhaus der knappschaftlichen Versicherung im Ruhrgebiet. Das Knappschaftskrankenhaus Recklinghausen war für die medizinische Versorgung der örtlichen Bergleute gedacht und galt als eines der modernsten Krankenhäuser im Deutschen Reich. Der Entwurf war zwei Jahre vorher auf der Weltausstellung in St Louis mit der Goldmedaille ausgezeichnet worden.
Das heutige, 1984 auf dem Gelände der ehemaligen Viktoria-Kampfbahn erbaute, Hochhaus ersetzte das Haus am Westerholter Weg von 1906. Das neue Krankenhaus wurde überwiegend mit 2-Bett-Zimmern ausgestattet und war auf die Integrierte Versorgung ausgerichtet. Im Jahr 2008 fusionierte das Knappschaftskrankenhaus mit der Paracelsus-Klinik Marl zum Klinikverbund Klinikum Vest. Die beiden Häuser standen hierbei zunächst unter gemeinsamer Leitung. Zum 1. Juni 2020 bekam das Knappschaftskrankenhaus Recklinghausen mit Sarah Otte eine eigene Klinikleitung. Im selben Jahr expandierte die Pflegeschule des Knappschaftskrankenhauses, die die theoretische Ausbildung im Rahmen der generalisierten Ausbildung zur Pflegefachfrau und Pflegefachmann gewährleistet, nach Bottrop, um die Auszubildenden weiterer Häuser der Knappschaft aufzunehmen.

## Struktur und Aufbau
Das Krankenhaus hat 12 Abteilungen und 462 Betten. Versorgt werden jährlich 20.000 Patienten stationär und 50.000 Patienten ambulant.

### Abteilungen
- Allgemein-, Viszeral- und Adipositaschirurgie, Plastische Chirurgie
- Anästhesiologie, Intensivmedizin und Schmerztherapie
- Dermatologie und Allergologie
- Gefäßchirurgie-, Vaskuläre und endovaskuläre Chirurgie, Phlebologie
- Hämatologie, Onkologie und Palliativmedizin
- Kardiologie, Gastroenterologie und Diabetologie
- Mund-, Kiefer- und Gesichtschirurgie – Plastische Chirurgie
- Neurochirurgie
- Neurologie, Stroke Unit und Frührehabilitation
- Radiologie, Neuroradiologie und Nuklearmedizin
- Radioonkologie und Strahlentherapie
- Unfallchirurgie, Sporttraumatologie und Handchirurgie

### Spezialisierte Zentren
Das Krankenhaus verfügt über zwölf spezialisierte Zentren. Solche Behandlungszentren sind oftmals überregional ausgerichtet, widmen sich einem bestimmten Krankheitsbild und sind durch die entsprechenden Fachgesellschaften zertifiziert und werden gegebenenfalls durch diese auditiert.
- Zentrum für Alterstraumatologie
- Darmkrebszentrum
- Herz- und Gefäßzentrum
- Interdisziplinäres Schmerzzentrum
- NeuroCentrum
- Schlaganfallzentrum mit überregionaler Stroke Unit
- Überregionales Traumazentrum
- Hautkrebszentrum
- Hernienzentrum
- Wirbelsäulenzentrum

Das Klinikum kooperiert mit einem MVZ für Radiologie, Strahlentherapie und Nuklearmedizin. 